# Berlin Anhalter Bahnhof
Berlin Anhalter Bahnhof – dawny dalekobieżny dworzec kolejowy w Berlinie, położony przy Askanischer Platz, obecnie działa tam jedynie podziemna stacja S-Bahn.
Dworzec został nazwany od niemieckiej prowincji Anhalt. Początkowy dworzec czołowy zastąpiony został nowszym w 1880 r., który został zburzony w 1960 r. po zamknięciu 17 maja 1952. Otwarte w 1939 r. podziemne perony S-Bahn pozostają w użytku do dziś.

## Dworzec dalekobieżny
Otwarty 1 lipca 1841 Anhalter Bahnhof stanowił północne zakończenie linii Kolei Berlińsko-Anhalckiej. Początkowo leżał poza murem akcyzowym, przy Bramie Anhalckiej (Anhalter Thor), na północnym brzegu Landwehrkanal. Pierwszy, dość skromny dworzec został zastąpiony nowym, po trwającej od 1876 budowie, otwartym 15 lipca 1880 jako Berlin-Anhaltischer Eisenbahnhof przez cesarza Wilhelma I i kanclerza Rzeszy Ottona Bismarcka. Hala tego dworca miała wysokość 34 m, rozpiętość 62 m i około 170 m długości, dzięki czemu przez wiele lat stanowił on największy dworzec kolejowy w Niemczech. Architektem nowego dworca był Franz Schwechten, zaś konstruktorem hali był – znany bardziej jako pisarz – Heinrich Seidel.
Z dworca odjeżdżały pociągi do Drezna, a także dalej do Wiednia, Rzymu i Aten, później doszło bezpośrednie połączenie z Neapolem. Od 1928 dworzec był połączony z Hotelem Excelsior podziemnym pasażem z pięcioma sklepami pod Königgrätzer Straße (obecna Stresemannstraße).

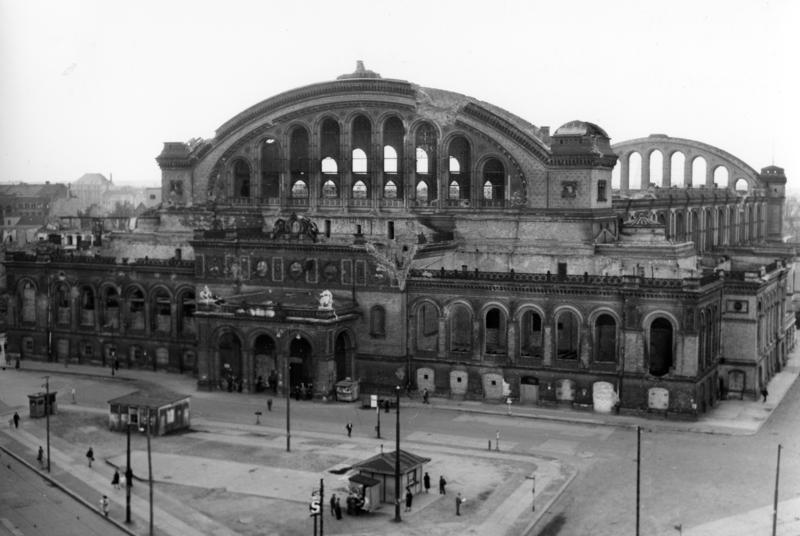
Hala dworca w 1951

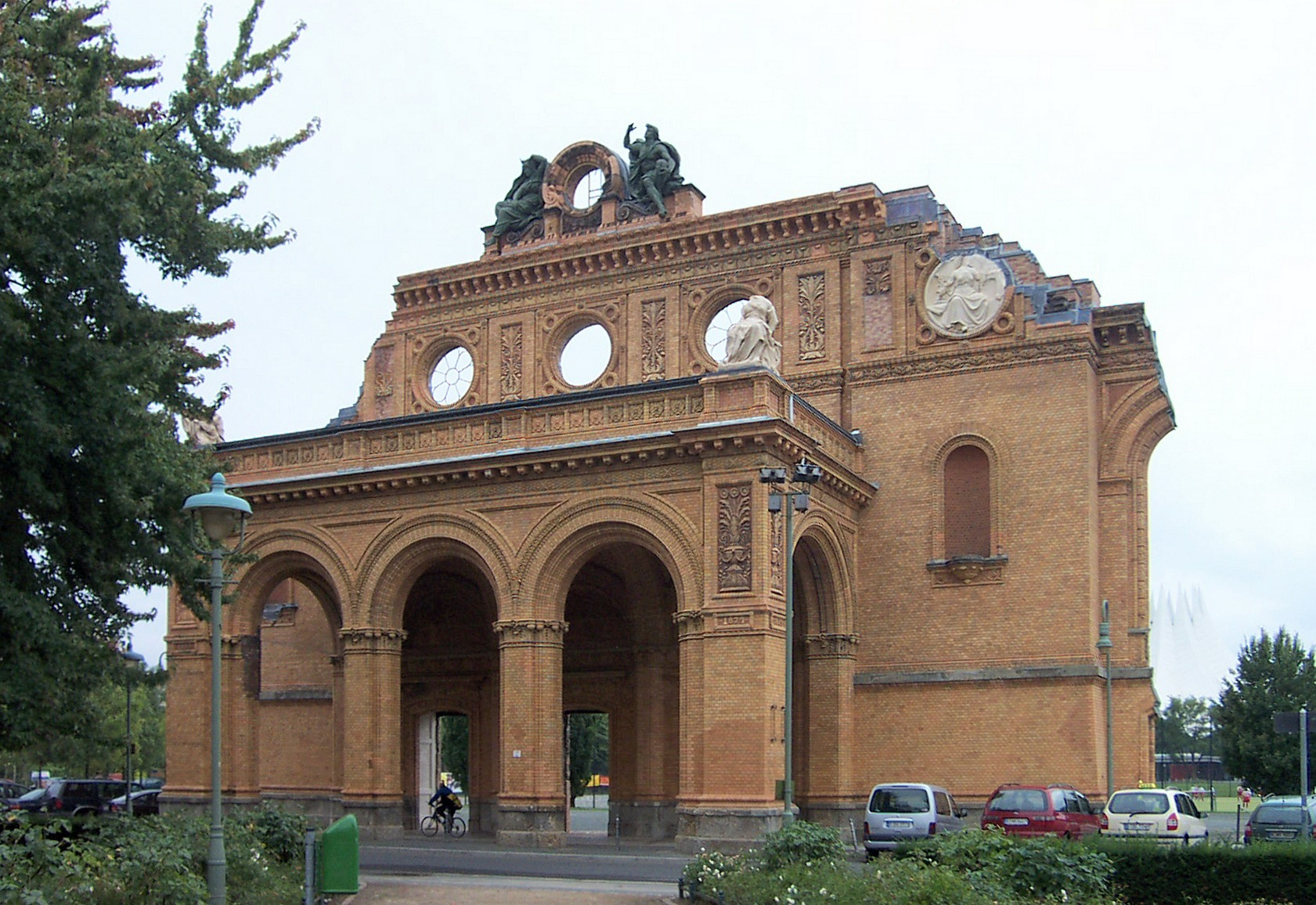
Fragment portalu wejściowego w 2005

3 lutego 1945 dworzec został silnie uszkodzony w czasie alianckiego bombardowania, po czym został doprowadzony do użytku przy użyciu najprostszych rozwiązań, funkcjonował do 17 maja 1952. W 1960 r. zamknięty dworzec wysadzono w powietrze, pozostawiając jedynie część elewacji. Rzeźby na portalu wejściowym autorstwa Ludwiga Brunowa przedstawiają personifikacje dnia (postać spoglądająca w dal) oraz noc (zasłaniająca oczy).
Na terenie dawnego dworca znajduje się obecnie hala sportowo-widowiskowa Tempodrom.

## Stacja S-Bahn
9 października 1939 otwarto na zachód od dworca czołowego, zbudowany wedle projektu Richarda Brademanna, podziemny dworzec kolei miejskiej. Pociągi ze stacji Priesterweg i Schöneberg wjeżdżały na wschodni peron, zaś z północnej części tunelu, ze stacji Potsdamer Platz – na zachodni. Przy tym peronie znajduje się także tor przygotowany dla rozwidlenia linii w kierunku Görlitzer Bahnhof, do którego uruchomienia jednak nigdy nie doszło i obecnie jest on wykorzystywany jako tor odstawczy. Przez pierwszy miesiąc kursował jedynie skład na linii w kierunku Schöneberg i Wannsee. Linię na Priesterweg otwarto 6 listopada 1939, natomiast przejście do dworca dalekobieżnego oddano do użytku dopiero 19 grudnia 1940.
Stacja ma formę nakrytej płaskim stropem hali z trzema rzędami kwadratowych stalowych słupów (na peronach wyspowych oraz między dwoma środkowymi torami). Boczne ściany zatorowe pokryte są płytami z mlecznego szkła w formacie 53×32 cm, zaś słupy płytami ze szkła zielonego. Łącznie do okładzin zużyto 4000 m² szkła.
W maju 1945, z powodu wysadzenia stropu tunelu północ-południe na wysokości położonego bezpośrednio na południe od dworca Landwehrkanal, podziemny dworzec został całkowicie zalany wodą i dopiero 2 czerwca 1946 wznowiono ruch pociągów. Początkowo na Anhalter Bahnhof wjeżdżały tylko pociągi z północy, z dworca Friedrichstraße i zawracały, od 27 lipca także pociągi z Wannsee, 15 sierpnia uruchomiono linię na Lichterfelde Süd, a 21 września na Rangsdorf. 15 listopada 1947 przywrócono ruch przelotowy.
Od 9 stycznia 1984, wraz z przejęciem zachodniej części S-Bahn przez BVG, dworzec ponownie stał się stacją końcową – zdecydowano bowiem o zamknięciu przebiegającego pod Berlinem Wschodnim odcinka tunelu. Na dworzec wjeżdżały już tylko pociągi z Lichtenrade. Z powodu protestu mieszkańców, dnia 1 maja 1984 uruchomiono tunel ponownie, zaś 1 lutego 1985 przywrócono ruch do dworca Wannsee. Pomiędzy 18 sierpnia 1991 a 1 marca 1992 tunel na północ od dworca ponownie zamknięto i wówczas m.in. oczyszczono go z nagromadzonego w czasie zalania szlamu. 15 października 1993 otwarto windy prowadzące bezpośrednio na perony. Od 28 maja 1995 pociągi kursują ponownie na Lichterfelde Ost.
10 sierpnia 2004 na stacji zapalił się wagon samobieżny typu 480 i spłonął całkowicie, jednak dzięki sprawnej akcji maszynisty i zawiadowców stacji udało się uratować wszystkich pasażerów. Do 23 grudnia 2004, kiedy to otwarto peron w kierunku północnym, pociągi przejeżdżały przez wypalony dworzec bez zatrzymania z prędkością 20 km/h. Dopiero 20 grudnia 2005 otwarto peron w kierunku południowym. Wieść niesie, że opóźnienie planowanego na lipiec 2005 otwarcia szlaku spowodowane było upadłością biura projektowego.
W 2017 zaprezentowano projekt budowy w rejonie dworca pomnika upamiętniającego Polaków zamordowanych przez reżim nazistowski.